# 로바스타틴
로바스타틴(Lovastatin)은 메바코(Mevacor) 등의 제품명으로 팔리는 스타틴(statin) 계열 약제로 고지혈증(hypercholesterolemia, high blood cholesterol) 및 심혈관계 질환(cardiovascular disease) 치료에 사용한다. 복용과 함께 생활습관 개선도 치료책으로 함께 사용된다. 경구용이다.
흔한 부작용으로는 설사, 변비, 두통, 근육통, 발진, 수면 문제이다. 심각한 부작용은 간 문제, 근육 파괴(횡문근융해증rhabdomyolysis), 신부전(kidney failure)이 있다. 임신 중에 사용하면 태아에게 문제가 발생하며, 수유중에 사용하는 것을 금한다. HMG-CoA 환원효소(HMG-CoA reductase)를 차단하여 간의 콜레스테롤 생산 능력을 저하시키는 방식으로 작용한다.
로바스타틴은 1979년 특허를 받고 1987년 복용 가능 약으로 인정되었다. 복제약(generic medication)으로 사용 가능하다. 2018년, 미국에서 8백만건 이상 처방되었는데 이는 88번째로 많이 처방된 약이다. 영국에선 2009년 처방되지 못하였다.

## 복용
로바스타틴은 지질이상증(dyslipidemia) 치료 혹은 심혈관계 질환(cardiovascular disease) 예방을 위해 주로 사용된다. 다이어트, 운동, 체중 감량 이후에야 사용하도록 권고되며, 콜레스테롤 수치를 올리지 않는다고 알려졌다.

## 부작용
로바스타틴은 내성이 강하지만 다음과 같은 부작용이 있는데, 발생빈도가 많은 순서부터 내림차순으로 정리해보면 다음과 같다. 크레아틴포스포키나제(creatine phosphokinase) 상승, 방귀, 복통, 변비, 설사, 근육통, 욕지기, 소화불량, 허약, 시력저하, 발진, 현기증, 근육경련 모든 스타틴 약제가 그렇듯, 로바스타틴도 근질환(myopathy), 간독성(hepatotoxicity), 피부근염(dermatomyositis), 횡문근융해증(rhabdomyolysis)를 거의 일으키지 않는다. 제때 치료되지 않으면 생명을 위협할 수 있기에, 사용시 근육통이나 허약이 발생하면 의사에게 말해야 한다. 드물게 발생하는 부작용으로 의사나 응급실에 언급해야 하는 경우는 다음과 같다.
- 근육통, 허약증(tenderness, or weakness)
- 기력 부족
- 허약화(weakness)
- 열
- 어두운 소변색
- 황달(jaundice) : 피부나 눈이 노랗게 됨
- 복부 우상부분 통증
- 메스꺼움
- 흔치 않은 출혈 혹은 타박상
- 식욕 상실
- 유사 감기 증상
- 발열
- 두드러기
- 가려움
- 호흡 곤란 혹은 목넘김 곤란
- 얼굴, 인후, 혀, 입술, 눈, 손, 발, 발목, 하퇴(lower legs)의 붓기
- 목이 쉼

위의 부작용들이 지속되거나 심각성이 증가하면, 이러한 덜 심각한 부작용은 보고되어야 한다.
- 변비
- 기억 상실 혹은 건망증
- 착란(confusion)

### 금기증
로바스타틴 치료를 중지해야 하는 금기증(contraindication)이나 증상으로는 임신, 수유, 간질환이다. 로바스타틴은 임신기간 동안 사용이 금지된다. 골변형(skeletal deformity)이나 학습장애(learning disability)와 같은 선천성 결함을 유잘할 수 있다는 이유로, 미국식품의약국(FDA)에서는 임산부 약물 등급분류(FDA Pregnancy Category) A, B, C, D, X, N 여섯 범주 중 '임신중 사용금지(contraindicated in pregnancy)'에 해당하는 범주 X(category X)로 분류시켰다. 영아의 지방대사(lipid metabolism)에 장애를 줄 수 있기에, 수유 중에 복용해서는 안된다. 간질환 환자도 복용해서는 안된다.

### 상호작용
아토바스타틴(atorvastatin), 심바스타틴(simvastatin), 기타 CYP3A4을 통하여 대사되는 스타틴 약제들과 더불어서, 로바스타틴 복용동안 자몽주스(grapefruit juice)를 마시면 부작용 발생 위험이 높아진다. 자몽주스 구성요소인 플라보노이드(flavonoid) 나린긴(naringin), 혹은 푸라노쿠마린(furanocoumarin) 베르가모틴(bergamottin)이 CYP3A4를 체외에서(in vitro) 억제하며, 로바스타틴의 대사청소(metabolic clearance)를 저하시키고 플라즈마 농도(plasma concentration)를 늘리는 자몽주스 농축물의 체내 효과(in vivo effect)를 가지고 있다.

## 작용기전
로바스타틴은 3-하이드록시-3-메틸글루타릴-코엔자임A 환원효소억제제(inhibitor of 3-hydroxy-3-methylglutaryl-coenzyme A reductase) 즉 HMG-CoA 환원효소억제제(HMG-CoA reductase inhibitor)로서, HMG-CoA가 메발론산염(mevalonate)으로의 환원을 촉매하는 효소이다. 메발론산염은 콜레스테롤 생합성(biosynthesis biosynthesis)의 필수 구성요소(required building block)이며, 로바스타틴은 HMG-CoA에 대한 가역적-경쟁적 억제제(reversible competitive inhibitor)로 작용하여 HMG-CoA 환원효소를 묶어서 메발론산염의 생성을 방해한다. 로바스타틴은 전구약물(prodrug)로, 원형은 비활성락톤(inactive lactone)이다. 감마락톤 폐쇄고리형(gamma-lactone closed ring form)으로 처방되며, 체내에서 베타하이드록시산 개방고리형(β-hydroxy acid open ring form)으로 가수분해된다. 이는 활성화 형태이다.
로바스타틴을 포함한 기타 스타틴은 화학예방효과(chemopreventive effect)와 화학치료효과(chemotherapeutic effect)를 위해 연구되어 왔다. 이러한 효과들은 초기 연구에서는 확인되지 않았다. 최근 연구조사에서는 일부 암에 있어서 다른 항암제와 함께 스타틴을 혼합 처방하는 방식으로 암 치료에 있어서 일부 화학예방효과와 치료효과가 있다는 것을 밝혔다. 프로테아좀(proteasome) 활동을 감소시키는 스타틴의 특성을 통하여 이 효과들은 매개되어, 사이클린 의존성 키나제 억제제(cyclin-dependent kinase inhibitor) p21과 p27의 축적, 그리고 이어서 여타 암세포주(cancer cell line)의 암세포에서 보이는 G1기(G1-phase, 세포분열 시 M기에서 S기 사이 기간)의 중지를 가져온다.

## 사회와 문화

### 천연자원
로바스타틴은 느타리버섯(oyster mushroom), 홍국(紅麴, red yeast rice), 보이차(Pu-erh)에서 저농도로 자연적으로 발생하는 합성물이다.

### 제품명
메바코(Mevacor), 어드비코(Advicor) (니아신(niacin)과의 조합), 알토코(Altocor), 알토프레브(Altoprev)

### 기타 적용
식물생리학(plant physiology)에서, 로바스타틴은 시토키닌(cytokinin) 생합성 억제제로 사용되어 왔다.

## 같이 보기
- 고지혈증

- 스타틴
  - 로수바스타틴
  - 세라바스타틴
  - 심바스타틴
  - 아토바스타틴
  - 프라바스타틴
  - 플루바스타틴
  - 피타바스타틴